# Erik Nicolai Arbien
Erik Nicolai Arbien (1710 i Christiania, (døbt 20. september) – 1745) var rektor. Faren hed Peter Arbien, morens navn kendes ikke. Han dimitteredes fra sin fødebys skole 1724, "absolverede sine Studia i København og gjorde sig bekjendt med Professores ved de fleste Universiteter i Tyskland samt Lund i Skaane" og modtog derpå 1734 ansættelse som kollega (5. klasse) ved Christiania Skole. 1735 blev han konrektor og måtte fra sin ansættelse tillige overtage rektoratet til Jacob Rasch’ død (1. oktober 1737) – 27 år gammel blev han rektor, varmt anbefalet af biskop Peder Hersleb som en mand, der var "solid lærd, opvakt og villig til at ofre sig for Skolen sin Livstid". Den mest bekendte lærde blandt hans elever, Johan Ernst Gunnerus, kalder ham "et af de største Genier og lærdeste Mænd, Norge har frembragt". Han har intet udgivet, men sat sig et minde ved (30. oktober 1744) at skaffe rektoratet et enkesæde i gården Sindsen i Østre Aker. Han døde 1745 (begravet 6. december). Gift med Else Marie Arctander, der 1748 ægtede hans eftermand, Jacob Peter Hersleb, og døde 16. janunar 1800.
- Denne artikel bygger på D. Thraps Biografi Arkiveret 23. marts 2008 hos  Wayback Machine i 1. udgave af Dansk biografisk leksikon, Udgivet af C.F. Bricka, 1.bind, side 305, Gyldendal, 1887-1905